# Ева (Алабама)
Ева (англ. Eva) — місто (англ. town) в США, в окрузі Морган штату Алабама. Населення — 589 осіб (2020).

## Географія
Ева розташована за координатами 34°19′42″ пн. ш. 86°45′52″ зх. д. / 34.32833° пн. ш. 86.76444° зх. д. (34.328393, -86.764484). За даними Бюро перепису населення США в 2010 році місто мало площу 10,62 км², з яких 10,54 км² — суходіл та 0,08 км² — водойми.

## Демографія
Згідно з переписом 2010 року, у місті мешкало 519 осіб у 207 домогосподарствах у складі 162 родин. Густота населення становила 49 осіб/км². Було 228 помешкань (21/км²).
Расовий склад населення:
| - 96,3 % — білих - 0,4 % — корінних американців - 0,2 % — азіатів |

До двох чи більше рас належало 2,7 %. Частка іспаномовних становила 0,4 % від усіх жителів.
За віковим діапазоном населення розподілялося таким чином: 21,4 % — особи молодші 18 років, 62,0 % — особи у віці 18—64 років, 16,6 % — особи у віці 65 років та старші. Медіана віку мешканця становила 42,1 року. На 100 осіб жіночої статі у місті припадало 93,7 чоловіків; на 100 жінок у віці від 18 років та старших — 93,4 чоловіків також старших 18 років.
Середній дохід на одне домашнє господарство становив 58 581 долар США (медіана — 39 868), а середній дохід на одну сім'ю — 66 156 доларів (медіана — 54 375). За межею бідності перебувало 11,1 % осіб, у тому числі 23,3 % дітей у віці до 18 років та 9,0 % осіб у віці 65 років та старших.
Цивільне працевлаштоване населення становило 214 особи. Основні галузі зайнятості: освіта, охорона здоров'я та соціальна допомога — 24,8 %, виробництво — 23,4 %, роздрібна торгівля — 11,7 %, мистецтво, розваги та відпочинок — 7,5 %.